# Inmigración gitana en Colombia
La inmigración gitana en Colombia corresponde a la población gitana o romanie  que se ha asentado en el país desde la época virreinal. En 1997, Colombia se convirtió en el primer Estado latinoamericano en reconocer a los gitanos como una minoría étnica. Desde 2005 los gitanos empezaron a ser contabilizados en los censos oficiales junto a los indígenas y afrocolombianos.

## Historia
La primera migración gitana a Colombia comienza cuando el país era parte del imperio español y hasta su independencia. Entonces creía que los gitanos se originaron en Egipto y por eso fueron conocidos como "egipcios".

## Demografía
Según el censo de 2018, la población gitana de Colombia suma 2 649 personas, una reducción respecto al censo de 2005, cuando 4 857 se reconocieron como parte de este grupo.
Fuentes externas estiman la población gitana de Colombia en unas 8 000 personas.
El 78% de los gitanos se agrupan en once kumpanias, dos en Bogotá y el resto en Girón (Santander), Cúcuta, Tolima, Sampués (Sucre), Pasto, Envigado (Antioquia), Sahagún y San Pelayo (Córdoba), y Sabanalarga (Atlántico).
La distribución de los gitanos por departamento es la siguiente:
| Departamento             | Población gitana |
| ------------------------ | ---------------- |
| Bogotá, D. C.            | 603              |
| Santander                | 447              |
| Norte de Santander       | 238              |
| Tolima                   | 161              |
| Córdoba                  | 142              |
| Nariño                   | 141              |
| Antioquia                | 140              |
| Valle del Cauca          | 136              |
| Sucre                    | 134              |
| Atlántico                | 101              |
| Cundinamarca             | 98               |
| Cauca                    | 39               |
| Magdalena                | 38               |
| Caldas                   | 37               |
| Chocó                    | 36               |
| Huila                    | 35               |
| Meta                     | 32               |
| Bolívar                  | 31               |
| La Guajira               | 29               |
| Caquetá                  | 21               |
| Cesar                    | 19               |
| Boyacá                   | 18               |
| Risaralda                | 18               |
| Putumayo                 | 17               |
| Casanare                 | 12               |
| Quindío                  | 6                |
| Amazonas                 | 5                |
| Guainía                  | 4                |
| Arauca                   | 4                |
| Guaviare                 | 3                |
| Vichada                  | 1                |
| San Andrés y Providencia | 0                |
| Vaupés                   | 0                |